# Коробкин, Валерий Александрович
Валерий Александрович Коробкин (2 июля 1984, Волгоград, СССР) — казахстанский футболист российского происхождения, защитник. В 2012—2014 годах выступал за сборную Казахстана.

## Карьера

### Клубная карьера
Выпускник клуба «Ротор». В 2001 году он начал карьеру в этом клубе и несколько лет играл в российских клубах низших дивизионов: «Торпедо» Волжский, «Ротор» Волгоград, «Енисей» Красноярск, СКА Ростов-на-Дону, «Салют» Белгород.
В 2012 году перешёл из «Енисея» в казахстанскую «Астану». Свою первую игру за «Астану» он провел 20 июня против «Ак Булака», это был матч Кубка Казахстана.
В начале 2014 года перешёл в «Актобе». 9 марта он провел свой первый матч за новый клуб в рамках Суперкубка Казахстана против «Шахтера».
В начале 2016 года он перешёл в «Атырау», в январе 2017 года — в «Кайсар», а в начале 2019 года — в «Ордабасы».

### Национальная сборная
После того как Коробкин в 2012 году стал гражданином Казахстана, Мировлав Беранек пригласил Александра в сборную Казахстана по футболу. Дебютировал за сборную 12 октября 2012 года в отборочном матче чемпионата Европы против Австрии. В 2013 году он принял участие в восьми матчах в составе сборной. 14 октября 2014 года он сыграл в отборочном матче ЕВРО-2016 против Нидерландов, который стал его последней игрой за сборную. Всего в 2012—2014 годах провёл 13 матчей, голов не забивал.

## Достижения
«Астана»
- Обладатель Кубка Казахстана: 2012

«Актобе»
- Обладатель Суперкубка Казахстана: 2014